# Joanna Hogg
Pour les articles homonymes, voir Hogg.
Joanna Hogg est une réalisatrice britannique née le 20 mars 1960 à Londres.

## Biographie
Née à Londres en 1960, Joanna Hogg grandit dans une ville du Kent. Elle travaille comme photographe pendant quelques années avant d'intégrer la National Film and Television School dans les années 80. Elle travaille pendant vingt ans pour la télévision et la vidéo, avant de réaliser son premier film en 2007.
Joanna Hogg est une cinéaste de l'introspection. Ses personnages sont discrets, souvent en retrait, observent le monde autour d'eux.
En 2007, elle réalise Unrelated, film qui  évoque Le Rayon vert d’Éric Rohmer. Il révèle l'acteur Tom Hiddleston, dans son premier rôle au cinéma.
En 2019, elle réalise The Souvenir, un film autobiographique. Elle traite de l'emprise et de la relation toxique vécue lorsqu'elle était étudiante.
En 2022, elle réalise The Souvenir II. Ce film suit Julie, étudiante en cinéma qui réalise son film de fin d’études, alors qu'elle sort tout juste de sa relation toxique. Ce film est une mise en abyme. Joanna Hogg aurait aimé réaliser ce film lorsqu'elle était étudiante et avoir la distance nécessaire pour cela. Le film est présenté à la Quinzaine des réalisateurs.
En 2023, peu de temps après la sortie en salle de The Eternal Daughter, trois de ses premiers fims sortent enfin en salle :  Unrelated (2007), Exhibition (2013) et Archipelago (2010).

## Films
- 2007 : Unrelated
- 2010 : Archipelago
- 2013 : Exhibition
- 2019 : The Souvenir
- 2021 : The Souvenir Part II
- 2022 : The Eternal Daughter